# Krzysztof Pomian
Krzysztof Pomian, né le 25 janvier 1934, est un philosophe, historien et essayiste franco-polonais. 

## Famille
La mère de Krzysztof Pomian était issue d’une famille juive de paysans et petits-bourgeois. Du côté de son père, c’était une famille de grands bourgeois juifs, mais son père, ainsi que deux de ses frères se sont convertis au catholicisme. Par la suite, son père se convertit une nouvelle fois, cette fois-ci au protestantisme calviniste, pour pouvoir divorcer d’une première épouse. Krzysztof Pomian a donc été éduqué comme un protestant non-croyant d’origine juive. 
Son père était alors un professeur de Lettres, et il militait activement en politique comme communiste. Exclu du parti communiste polonais en 1938, il a été déporté en 1940 dans un camp du Goulag d’où il est mort en 1942. De ce fait, Krzysztof Pomian et sa mère, ont été déportés au Kazakhstan, pour ensuite revenir en Pologne en 1946. Sa mère, économiste et haut fonctionnaire au ministère du Commerce extérieur, a toujours été fidèle aux idées du communisme, mais bien moins envers sa mise en œuvre. Elle est décédée en 1962.

## Carrière
Il a fait toute sa carrière en France au Centre national de la recherche scientifique (CNRS), tout en enseignant à l'École des hautes études en sciences sociales (EHESS), à l'École du Louvre, à l'université de Genève et dans d’autres universités étrangères. Il est à présent directeur de recherche honoraire au CNRS et professeur émérite à l'université Nicolas-Copernic à Toruń (Pologne). Depuis janvier 2001, il est directeur scientifique du Musée de l’Europe à Bruxelles.
En tant que philosophe, il s’intéresse principalement aux problèmes de la connaissance. En tant qu’historien, il travaille sur l’histoire de la culture européenne, en particulier sur l’histoire de l’histoire ainsi que sur l’histoire des collections et des musées.
Conseiller de la rédaction du Débat (Paris), il fait aussi partie des comités de rédaction ou des comités scientifiques du Journal of the History of Collections (Oxford), La Storiografia (Rome), Vingtième siècle : revue d'histoire (Paris), Perspective (Paris), Zeitschrift für Ideengeschichte (Marbach) ainsi que du comité de programmation du Musée d'histoire de la Seconde Guerre mondiale (Gdańsk) et du comité scientifique du musée de la Corse (Corte). Il préside en outre le jury du prix scientifique Jerzy Giedroyc (Lublin, Pologne).
En 2020 il publie, chez Gallimard, Le Musée, une histoire mondiale (premier tome), qui est salué par Roger Chartier comme étant « appuyée sur une érudition sans frontières, associant la très longue durée et de précises études de cas, traversée par les interrogations contemporaines sur les rôles et les publics des musées, cette œuvre monumentale propose la première synthèse jamais écrite sur l’histoire d’une institution désignée comme étant, tout à la fois, étrange et indispensable. »

## Distinctions

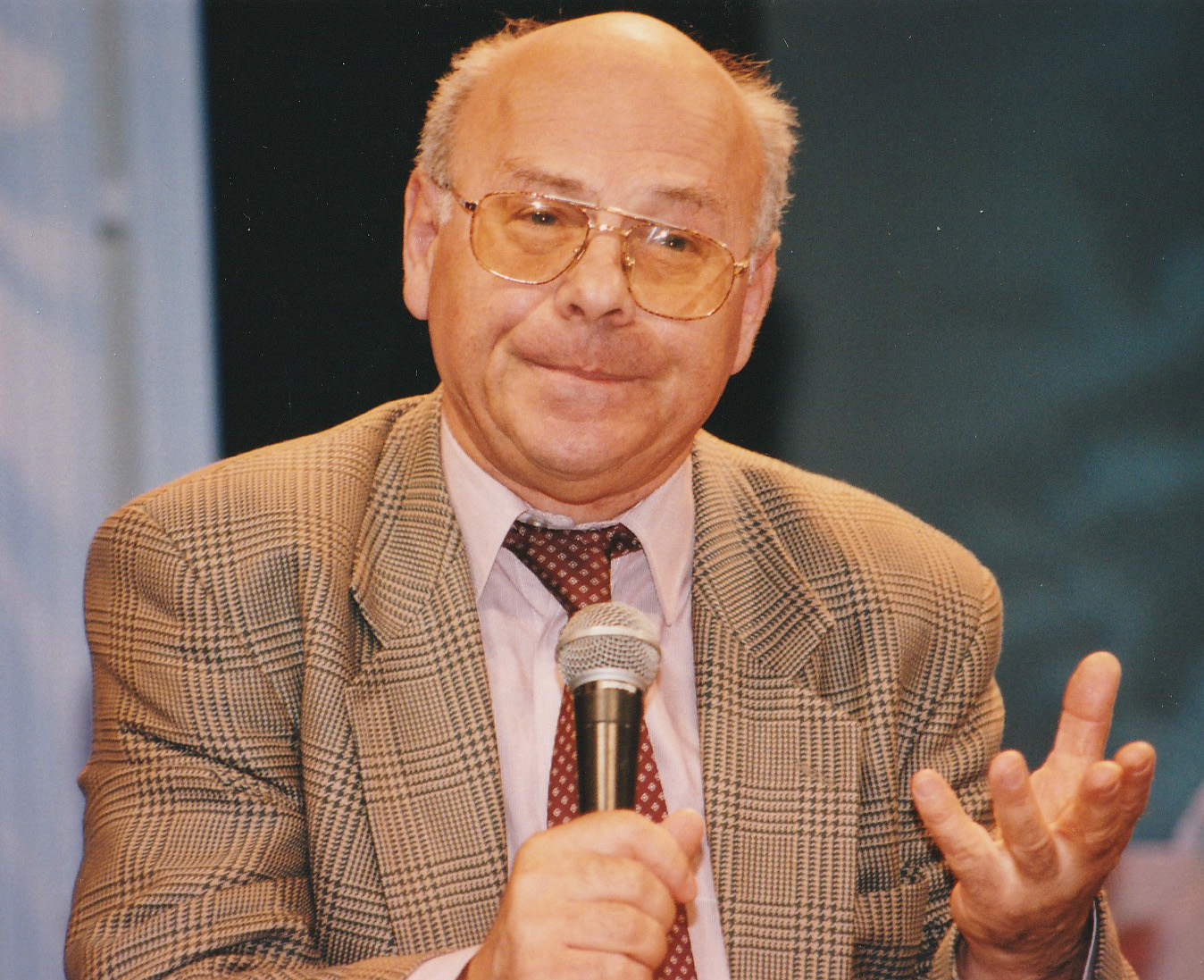
Krzysztof Pomian au Festival international de géographie en 1998.

### Décorations
- Commandeur avec étoile de l'ordre Polonia Restituta (1993)
- Commandeur des Arts et des Lettres (2005)
- Chevalier de la Légion d'honneur le 14 juillet 2011

### Honneurs
- Docteur honoris causa de l'université Marie Curie-Skłodowska, Lublin (2003) et de l'université de Genève (2005)[4]
- Membre étranger de l'Académie polonaise des arts et des lettres (Cracovie), de l’Ateneo Veneto (Venise) et de l'Accademia Clementina (Bologne)

### Récompenses
- Prix J. Mieroszewski pour les écrits politiques (1984)
- Premio letterario Montesilvano (1992)
- Prix Pruszynski du PEN club polonais (2007)
- Prix Femina spécial pour l’ensemble de son œuvre (2022)

## Publications
Écrits en polonais et, depuis 1973, principalement en français, les livres et articles de Krzysztof Pomian ont été traduits notamment en allemand, anglais, bulgare, espagnol, italien, japonais, néerlandais, portugais, tchèque et ukrainien.
- Przeszłość jako przedmiot wiary. Historia i filozofia w myśli średniowiecza (Le Passé, objet de foi. L’histoire et la philosophie dans la pensée du Moyen Âge), PWN, Varsovie, 1968
- Człowiek pośród rzeczy (L’Homme parmi les choses), Czytelnik, Varsovie, 1973
- Pologne : défi à l’impossible ? De la révolte de Poznań à Solidarité, Éditions ouvrières, Paris, 1982
- L’Ordre du temps, Gallimard, Paris 1984
- Der Ursprung des Museums[5], Verlag Klaus Wagenbach, Berlin, 1988  (ISBN 3-8031-5109-0)
- Collectionneurs, amateurs et curieux. Paris-Venise, XVIe – XVIIIe siècle, Gallimard, Paris, 1987
- L’Europe et ses nations, Gallimard, Paris, 1990
- La Querelle du déterminisme (dir.), Gallimard, Paris 1990
- Przeszłość jako przedmiot wiedzy (Le Passé, objet de la connaissance (1964)), Aletheia, Varsovie, 1992
- Drogi kultury europejskiej (Les Voies de la culture européenne), IFiS PAN, Varsovie, 1996
- Sur l’histoire, Gallimard, coll. « Folio Histoire », Paris, 1999
- W kręgu Giedroycia (Le Cercle de Giedroyc), Czytelnik, Varsovie, 2000
- Wenecja w kulturze europejskiej (Venise dans la culture européenne), UMCS, Lublin, 2000
- Jerzy Giedroyc. Redaktor–polityk–człowiek (dir.) (Jerzy Giedroyc. Éditeur, homme politique, personnalité), UMCS, Lublin, 2001
- Oblicza dwudziestego wieku (Visages du Vingtième siècle), UMCS, Lublin, 2002
- Des saintes reliques à l’art moderne. Venise-Chicago, XIIIe – XXe siècle, Gallimard, Paris, 2003
- Filozofowie w świecie polityki. Eseje 1957-1974 (Les Philosophes dans le monde de la politique : essais 1957-1974), Wydawnictwo Adam Marszałek, Toruń, 2004
- Ibn Khaldûn au prisme de l’Occident, Gallimard, Paris, 2006
- Le Musée, une histoire mondiale, Gallimard, coll. « Bibliothèque des histoires », série illustrée, Paris[6]
  - Tome 1 : Du trésor au musée, 704 p., 2020[7]
  - Tome 2 : L'ancrage européen, 1789-1850, 546 p., 2021
  - Tome 3 : À la conquête du monde, 1850-2020, 944 p., 2022

### En collaboration
- Avec Leszek Kołakowski (dir.), Filozofia egzystencjalna La Philosophie existentielle, PWN, Varsovie, 1965
- Avec P. Kende (dir.), 1956 Varsovie – Budapest. La deuxième révolution d’Octobre, Seuil, Paris, 1978
- Avec A.-F. Laurens (dir.), L’Anticomanie. La collection d’antiquités aux XVIIIe et XIXe siècles, EHESS, Paris, 1992
- Avec Th. W. Gaehtgens, Histoire artistique de l’Europe. XVIIIe siècle, Seuil, Paris, 1998
- Avec H. Dupuis (dir.), De l’Europe-monde à l’Europe dans le monde, De Boeck, Bruxelles, 2004
- Sous la direction de Stéphane Courtois, Le jour se lève : l'héritage du totalitarisme en Europe, 1953-2005, Mayenne, Éditions du Rocher, coll. « Démocratie ou totalitarisme », 2006, 493 p. (ISBN 978-2268057019)
- Avec Élie Barnavi, La Révolution européenne, 1945-2007, Perrin, Paris, 2008

### Articles
- « L’histoire des collections : au-delà du temps des pionniers », Perspective, 1 | 2008, 5-7 [mis en ligne le 31 mars 2018, consulté le 31 janvier 2022. URL : http://journals.openedition.org/perspective/3485 ; DOI : https://doi.org/10.4000/perspective.3485].